# 憂き世川
「憂き世川」（うきよがわ）は、1988年2月5日に発売された瀬川瑛子の41枚目のシングル。

## 解説
- 1986年3月に発売された『命くれない』が、翌1987年～1988年に掛けてロングセラーの最中、当楽曲も相乗効果でロング・ヒット作となる。
- 同曲で瀬川は昨1987年に引き続き、1988年「第39回NHK紅白歌合戦」へ、2年連続2回目の出場を果たした。
- 当曲は『命くれない』のメロディをほぼ踏襲しており、大ヒット・シングルの後に同系統の曲調作をセールスする手法は、戦略上よく採用されている。

## 収録曲
- 両楽曲共に、作詞：吉岡治／作曲：北原じゅん／編曲：馬場良

1. 憂き世川（4分36秒）
2. 演歌人生（4分42秒）